# 군위 인각사 삼층석탑
군위 인각사 삼층석탑(軍威 麟角寺 三層石塔)은 대한민국 대구광역시 군위군 삼국유사면, 인각사에 있는 삼층석탑이다. 2002년 8월 19일 경상북도의 문화재자료 제427호로 지정되었다.

## 개요
대구광역시 군위군 삼국유사면 화북리 화산(해발 828m)의 서북쪽 골짜기에 자리하고 있는 인각사에 있는 삼층석탑이다. 인각사는 신라 선덕여왕 11년(642)에 의상조사가 창건한 사찰로, 절 입구에 있는 깎아지른 듯한 바위에 기린이 뿔을 얹었다고 하여 절 이름을 인각사라 하였다고 전한다. 또한 고려시대 충렬왕 때 보각국사로 책봉된 『삼국유사』의 저자 일연이 입적한 곳으로 유명한 사찰이다. 군위인각사지(사적 제374호)에는 인각사보각국사탑및비(보물 제428호), 군위인각사석불좌상(경상북도 유형문화재 제339호), 군위인각사미륵당석불좌상(경상북도 문화재자료 제426호) 등의 유물이 남아 있다.
현재 지면상에 노출된 것은 기단의 상대갑석부터인데, 탑의 양식은 전형적인 신라탑의 양식을 이어 받은 삼층석탑으로 보기 드물게 상륜부 일부가 남아 있다.
지표면 위에 노출되어 있는 상대기단의 갑석은 2매석으로 이루어져 있으며, 두툼한 부채꼴 모양의 받침에 얕은 사각형의 받침이 겹쳐져 있는 이중의 탑신 괴임대가 있다.
옥개석(屋蓋石)은 옥신의 체감비율과 어울리게 줄어들고 있다. 옥개석의 층급받침은 전체가 4단으로 되어 있으며, 모서리의 선은 많이 둥글려져 있다.
3층의 옥개석 위에는 노반(露盤)과 복발(覆鉢), 앙화(仰花) 등이 차례로 놓여 있다. 그 위에 보륜(寶輪)이 얹혀져 있는데 앙화와 마찬가지로 문양이 많이 마멸되어 있다. 보륜의 위에는 불꽃 모양의 장식물이 이어져 있는데, 상륜부의 다른 부재에 비해서 석질이 달라 원래 탑재가 아닌 것으로 추정된다. 그리고 기단의 우주하단에 있는 재목을 서로 이을 때 쓰는 나뭇조각 자국이나 갑석과 면석이 이완되면서 보이는 적심석을 볼 때 한번 해체되었다가 조립되었을 가능성이 있다.
탑의 양식은 전형적인 신라탑 양식을 이어받은 삼층석탑으로 보기 드물게 상륜부가 남아 있어 양식과 구조연구에 중요하다. 또한 이 탑의 제1탑신석이 제2탑신석보다 높이의 비례가 크고, 옥개석의 옥개받침이 4단인 점 등을 볼 때 고려전기의 양식을 따르는 것으로 생각되어 나말선초 석탑의 편년 연구에 있어 좋은 자료로 평가된다.

## 참고 자료
- 군위인각사삼층석탑 - 국가유산청 국가유산포털